# Stanley-Cup-Playoffs 2019
Die Playoffs um den Stanley Cup des Jahres 2019 begannen am 10. April 2019 und endeten am 12. Juni 2019 mit dem 4:3-Erfolg der St. Louis Blues gegen die Boston Bruins. Die Blues bestritten ihr erstes Endspiel seit fast 50 Jahren und errangen dabei ihren ersten Titel der Franchise-Geschichte. Zudem stellten sie in Person von Ryan O’Reilly den mit der Conn Smythe Trophy ausgezeichneten Most Valuable Player, der gemeinsam mit Brad Marchand von den Bruins auch die Scorerliste dieser Playoffs anführte.
Die Pittsburgh Penguins erreichten zum 13. Mal in Folge die post season und setzten somit die längste aktive Serie dieser Art fort. Dem gegenüber endeten nach jeweils sechs aufeinander folgenden Playoff-Teilnahmen die bisher zweitlängsten Serien der Anaheim Ducks und der Minnesota Wild. Zudem waren erstmals seit dem Jahre 2009 die Carolina Hurricanes wieder in den Playoffs vertreten, sodass sie die längste Durststrecke an die Buffalo Sabres abtraten, die zuletzt 2011 um den Stanley Cup angetreten waren.
In der ersten Runde schieden alle vier Divisionssieger aus, was in der Geschichte der vier großen, nordamerikanischen Profiligen (NHL, NFL, NBA, MLB) ein Novum darstellte. Zugleich qualifizierten sich erstmals in der NHL-Historie alle Wildcard-Teams für die zweite Runde. Insgesamt setzte sich in fünf der acht Serien die niedriger gesetzte Mannschaft durch, was zuletzt im Jahre 2013 geschah. Außerdem wurden die Tampa Bay Lightning zum ersten Presidents’-Trophy-Gewinner, der durch den 0:4-Sweep gegen die Columbus Blue Jackets ohne eigenen Sieg eliminiert wurde.

## Modus
Nachdem sich aus jeder Division die drei punktbesten Teams sowie die zwei Wildcard-Teams der jeweiligen Conference qualifiziert haben, starten die im K.-o.-System ausgetragenen Playoffs. Die Divisionssieger treffen dabei in der ersten Runde auf die Wildcard-Teams der jeweiligen Conference, wobei der Divisionssieger mit den meisten Punkten auf das schlechtere der beiden Wildcard-Teams trifft. Die übrigen Paarungen des Conference-Viertelfinals werden divisionsintern unter den zweit- und drittplatzierten Teams ausgetragen.
Jede Conference spielt in der Folge im Conference-Viertelfinale, Conference-Halbfinale und im Conference-Finale ihren Sieger aus, der dann im Finale um den Stanley Cup antritt. Alle Serien jeder Runde werden im Best-of-Seven-Modus ausgespielt, das heißt, dass ein Team vier Siege zum Erreichen der nächsten Runde benötigt. Das höher gesetzte Team hat dabei in den ersten beiden Spiele Heimrecht, die nächsten beiden das gegnerische Team. Sollte bis dahin kein Sieger aus der Runde hervorgegangen sein, wechselt das Heimrecht von Spiel zu Spiel. So hat die höher gesetzte Mannschaft in den Spielen 1, 2, 5 und 7, also vier der maximal sieben Spiele, einen Heimvorteil. Der Sieger der Eastern Conference wird mit der Prince of Wales Trophy ausgezeichnet und der Sieger der Western Conference erhält die Clarence S. Campbell Bowl.
Bei Spielen, die nach der regulären Spielzeit von 60 Minuten unentschieden bleiben, folgt die Overtime, die im Gegensatz zur regulären Saison mit fünf Feldspielern gespielt wird. Zudem endet sie durch das erste Tor (Sudden Death) und nicht, wie in der regulären Saison üblich, mit einem Shootout.

## Qualifizierte Teams
| Atlantic Division - A1: Tampa Bay Lightning - A2: Boston Bruins - A3: Toronto Maple Leafs Metropolitan Division - M1: Washington Capitals - M2: New York Islanders - M3: Pittsburgh Penguins Wild Cards - EWC1: Carolina Hurricanes - EWC2: Columbus Blue Jackets | Central Division - C1: Nashville Predators - C2: Winnipeg Jets - C3: St. Louis Blues Pacific Division - P1: Calgary Flames - P2: San Jose Sharks - P3: Vegas Golden Knights Wild Cards - WWC1: Dallas Stars - WWC2: Colorado Avalanche |

## Playoff-Baum
|  | Conference-Viertelfinale | Conference-Viertelfinale | Conference-Viertelfinale |      |                       | Conference-Halbfinale | Conference-Halbfinale | Conference-Halbfinale |  |  | Conference-Finale | Conference-Finale | Conference-Finale |  |  | Stanley-Cup-Finale | Stanley-Cup-Finale | Stanley-Cup-Finale |
|  |                          |                          |                          |      |                       |                       |                       |                       |  |  |                   |                   |                   |  |  |                    |                    |                    |
|  | A1                       | Tampa Bay Lightning      | 0                        |      |                       |                       |                       |                       |  |  |                   |                   |                   |  |  |                    |                    |                    |
|  | EWC2                     | Columbus Blue Jackets    | 4                        |      |                       |                       |                       |                       |  |  |                   |                   |                   |  |  |                    |                    |                    |
|  | EWC2                     | Columbus Blue Jackets    | 4                        | EWC2 | Columbus Blue Jackets | 2                     |                       |                       |  |  |                   |                   |                   |  |  |                    |                    |                    |
|  |                          |                          |                          | EWC2 | Columbus Blue Jackets | 2                     | Eastern Conference    |                       |  |  |                   |                   |                   |  |  |                    |                    |                    |
|  |                          | A2                       | Boston Bruins            | 4    |                       |                       |                       |                       |  |  |                   |                   |                   |  |  |                    |                    |                    |
|  | A2                       | A2                       | Boston Bruins            | 4    | Boston Bruins         | 4                     |                       |                       |  |  |                   |                   |                   |  |  |                    |                    |                    |
|  | A2                       |                          |                          |      | Boston Bruins         | 4                     |                       |                       |  |  |                   |                   |                   |  |  |                    |                    |                    |
|  | A3                       | Toronto Maple Leafs      | 3                        |      |                       |                       |                       |                       |  |  |                   |                   |                   |  |  |                    |                    |                    |
|  | A3                       | Toronto Maple Leafs      | 3                        | A2   | Boston Bruins         | 4                     |                       |                       |  |  |                   |                   |                   |  |  |                    |                    |                    |
|  |                          |                          |                          |      |                       |                       |                       |                       |  |  |                   |                   |                   |  |  |                    |                    |                    |
|  |                          | EWC1                     | Carolina Hurricanes      | 0    |                       |                       |                       |                       |  |  |                   |                   |                   |  |  |                    |                    |                    |
|  | M1                       | EWC1                     | Carolina Hurricanes      | 0    | Washington Capitals   | 3                     |                       |                       |  |  |                   |                   |                   |  |  |                    |                    |                    |
|  | M1                       |                          |                          |      | Washington Capitals   | 3                     |                       |                       |  |  |                   |                   |                   |  |  |                    |                    |                    |
|  | EWC1                     | Carolina Hurricanes      | 4                        |      |                       |                       |                       |                       |  |  |                   |                   |                   |  |  |                    |                    |                    |
|  | EWC1                     | Carolina Hurricanes      | 4                        | EWC1 | Carolina Hurricanes   | 4                     |                       |                       |  |  |                   |                   |                   |  |  |                    |                    |                    |
|  |                          |                          |                          | EWC1 | Carolina Hurricanes   | 4                     |                       |                       |  |  |                   |                   |                   |  |  |                    |                    |                    |
|  |                          | M2                       | New York Islanders       | 0    |                       |                       |                       |                       |  |  |                   |                   |                   |  |  |                    |                    |                    |
|  | M2                       | M2                       | New York Islanders       | 0    | New York Islanders    | 4                     |                       |                       |  |  |                   |                   |                   |  |  |                    |                    |                    |
|  | M2                       |                          |                          |      | New York Islanders    | 4                     |                       |                       |  |  |                   |                   |                   |  |  |                    |                    |                    |
|  | M3                       | Pittsburgh Penguins      | 0                        |      |                       |                       |                       |                       |  |  |                   |                   |                   |  |  |                    |                    |                    |
|  | M3                       | Pittsburgh Penguins      | 0                        | A2   | Boston Bruins         | 3                     |                       |                       |  |  |                   |                   |                   |  |  |                    |                    |                    |
|  |                          |                          |                          |      |                       |                       |                       |                       |  |  |                   |                   |                   |  |  |                    |                    |                    |
|  |                          | C3                       | St. Louis Blues          | 4    |                       |                       |                       |                       |  |  |                   |                   |                   |  |  |                    |                    |                    |
|  | C1                       | C3                       | St. Louis Blues          | 4    | Nashville Predators   | 2                     |                       |                       |  |  |                   |                   |                   |  |  |                    |                    |                    |
|  | C1                       |                          |                          |      | Nashville Predators   | 2                     |                       |                       |  |  |                   |                   |                   |  |  |                    |                    |                    |
|  | WWC1                     | Dallas Stars             | 4                        |      |                       |                       |                       |                       |  |  |                   |                   |                   |  |  |                    |                    |                    |
|  | WWC1                     | Dallas Stars             | 4                        | WWC1 | Dallas Stars          | 3                     |                       |                       |  |  |                   |                   |                   |  |  |                    |                    |                    |
|  |                          |                          |                          | WWC1 | Dallas Stars          | 3                     |                       |                       |  |  |                   |                   |                   |  |  |                    |                    |                    |
|  |                          | C3                       | St. Louis Blues          | 4    |                       |                       |                       |                       |  |  |                   |                   |                   |  |  |                    |                    |                    |
|  | C2                       | C3                       | St. Louis Blues          | 4    | Winnipeg Jets         | 2                     |                       |                       |  |  |                   |                   |                   |  |  |                    |                    |                    |
|  | C2                       |                          |                          |      | Winnipeg Jets         | 2                     |                       |                       |  |  |                   |                   |                   |  |  |                    |                    |                    |
|  | C3                       | St. Louis Blues          | 4                        |      |                       |                       |                       |                       |  |  |                   |                   |                   |  |  |                    |                    |                    |
|  | C3                       | St. Louis Blues          | 4                        | C3   | St. Louis Blues       | 4                     |                       |                       |  |  |                   |                   |                   |  |  |                    |                    |                    |
|  |                          |                          |                          |      |                       |                       |                       |                       |  |  |                   |                   |                   |  |  |                    |                    |                    |
|  |                          | P2                       | San Jose Sharks          | 2    |                       |                       |                       |                       |  |  |                   |                   |                   |  |  |                    |                    |                    |
|  | P1                       | P2                       | San Jose Sharks          | 2    | Calgary Flames        | 1                     |                       |                       |  |  |                   |                   |                   |  |  |                    |                    |                    |
|  | P1                       |                          |                          |      | Calgary Flames        | 1                     |                       |                       |  |  |                   |                   |                   |  |  |                    |                    |                    |
|  | WWC2                     | Colorado Avalanche       | 4                        |      |                       |                       |                       |                       |  |  |                   |                   |                   |  |  |                    |                    |                    |
|  | WWC2                     | Colorado Avalanche       | 4                        | WWC2 | Colorado Avalanche    | 3                     |                       |                       |  |  |                   |                   |                   |  |  |                    |                    |                    |
|  |                          |                          |                          | WWC2 | Colorado Avalanche    | 3                     | Western Conference    |                       |  |  |                   |                   |                   |  |  |                    |                    |                    |
|  |                          | P2                       | San Jose Sharks          | 4    |                       |                       |                       |                       |  |  |                   |                   |                   |  |  |                    |                    |                    |
|  | P2                       | P2                       | San Jose Sharks          | 4    | San Jose Sharks       | 4                     |                       |                       |  |  |                   |                   |                   |  |  |                    |                    |                    |
|  | P2                       |                          |                          |      | San Jose Sharks       | 4                     |                       |                       |  |  |                   |                   |                   |  |  |                    |                    |                    |
|  | P3                       | Vegas Golden Knights     | 3                        |      |                       |                       |                       |                       |  |  |                   |                   |                   |  |  |                    |                    |                    |

## Conference-Viertelfinale

### Eastern Conference

#### (A1) Tampa Bay Lightning – (EWC2) Columbus Blue Jackets
Die Columbus Blue Jackets sorgten mit einem Sweep der Tampa Bay Lightning für eine der größten Playoff-Überraschungen der NHL-Historie. Die Lightning hatten jüngst die Presidents’ Trophy mit 128 Punkten und 62 Siegen gewonnen und wurden somit zum besten Team seit über 20 Jahren, jedoch gelang es ihnen nicht, die Leistungen der regulären Saison in die post-season zu übertragen. Demzufolge schied erstmals in der Ligageschichte ein Presidents’-Trophy-Gewinner ohne einen einzigen Playoff-Sieg aus. Topscorer Nikita Kutscherow verzeichnete zwei Scorerpunkte und fehlte in der dritten Partie gesperrt, während Torhüter Andrei Wassilewski nur eine Fangquote von 85,6 % erreichte. Auf Seiten der Blue Jackets, die somit die erste Playoff-Serie ihrer Franchise-Geschichte gewannen, überzeugte vor allem der zur Trade Deadline verpflichtete Matt Duchene mit drei Toren und vier Vorlagen sowie Torhüter Sergei Bobrowski mit 93,2 % gehaltenen Schüssen.
| 10. April 2019 19.00 Uhr (Ortszeit) | Tampa Bay Lightning Alexander Killorn (4:12) Anthony Cirelli (11:01) Yanni Gourde (17:50) | 3:4 (3:0, 0:1, 0:3) Spielbericht Stand: 0:1 | Columbus Blue Jackets Nick Foligno (29:15) David Savard (47:56) Josh Anderson (51:54) Seth Jones (54:05) | Amalie Arena, Tampa, Florida Zuschauer: 19.092 |

| 12. April 2019 19.00 Uhr | Tampa Bay Lightning Michail Sergatschow (45:00) | 1:5 (0:2, 0:1, 1:2) Spielbericht Stand: 0:2 | Columbus Blue Jackets Cam Atkinson (5:15) Zach Werenski (11:44) Matt Duchene (21:28) Riley Nash (49:06) Artemi Panarin (52:15) | Amalie Arena, Tampa, Florida Zuschauer: 19.092 |

| 14. April 2019 19.00 Uhr | Columbus Blue Jackets Matt Duchene (21:44) Oliver Bjorkstrand (28:25) Cam Atkinson (59:00) | 3:1 (0:0, 2:0, 1:1) Spielbericht Stand: 3:0 | Tampa Bay Lightning Ondřej Palát (44:40) | Nationwide Arena, Columbus, Ohio Zuschauer: 19.224 |

| 16. April 2019 19.00 Uhr | Columbus Blue Jackets Alexandre Texier (2:26) Pierre-Luc Dubois (3:48) Seth Jones (26:28) Oliver Bjorkstrand (38:46) Artemi Panarin (58:07) Alexandre Texier (58:26) Matt Duchene (59:51) | 7:3 (2:1, 2:2, 3:0) Spielbericht Stand: 4:0 | Tampa Bay Lightning Steven Stamkos (8:44) Cédric Paquette (33:03) Brayden Point (37:52) | Nationwide Arena, Columbus, Ohio Zuschauer: 19.328 |

#### (A2) Boston Bruins – (A3) Toronto Maple Leafs
In der ersten Runde standen sich als Vertreter der Atlantic Division wie im Vorjahr die Boston Bruins und die Toronto Maple Leafs gegenüber und beendeten die Serie durch einen 4:3-Erfolg der Bruins auch mit dem gleichen Ergebnis. Für weitere Parallelen sorgte Nazem Kadri, der nach einem Cross-Check gegen den Kopf von Jake DeBrusk in Spiel 2 für den Rest der Serie gesperrt wurde. Im letzten Jahr hatte er nach einem Check gegen den Kopf von Tommy Wingels drei Partien pausieren müssen. Unterdessen überzeugte für Boston abermals die erste Angriffsreihe um Brad Marchand, Patrice Bergeron und David Pastrňák, die zusammen auf 20 Scorerpunkte kamen, während Auston Matthews von den Maple Leafs mit fünf Treffern die meisten Tore erzielte. Die Torhüter Frederik Andersen und Tuukka Rask verzeichneten jeweils Fangquoten von über 92 %.
| 11. April 2019 19.00 Uhr (Ortszeit) | Boston Bruins Patrice Bergeron (9:31) | 1:4 (1:1, 0:2, 0:1) Spielbericht Stand: 0:1 | Toronto Maple Leafs Mitchell Marner (16:44) Mitchell Marner (22:47) William Nylander (38:25) John Tavares (58:41) | TD Garden, Boston, Massachusetts Zuschauer: 17.565 |

| 13. April 2019 20.00 Uhr | Boston Bruins Charlie Coyle (4:44) Brad Marchand (16:04) Danton Heinen (30:39) Patrice Bergeron (55:03) | 4:1 (2:0, 1:1, 1:1) Spielbericht Stand: 1:1 | Toronto Maple Leafs Nazem Kadri (50:44) | TD Garden, Boston, Massachusetts Zuschauer: 17.565 |

| 15. April 2019 19.00 Uhr | Toronto Maple Leafs Trevor Moore (22:38) Auston Matthews (30:12) Andreas Johnsson (37:12) | 3:2 (0:0, 3:2, 0:0) Spielbericht Stand: 2:1 | Boston Bruins David Krejčí (23:30) Charlie Coyle (39:22) | Scotiabank Arena, Toronto, Ontario Zuschauer: 19.611 |

| 17. April 2019 19.00 Uhr | Toronto Maple Leafs Zach Hyman (17:55) Auston Matthews (21:07) Auston Matthews (51:52) Travis Dermott (53:27) | 4:6 (1:2, 1:2, 2:2) Spielbericht Stand: 2:2 | Boston Bruins Charlie McAvoy (3:03) Brad Marchand (6:38) David Pastrňák (23:16) David Pastrňák (24:51) Zdeno Chára (45:39) Joakim Nordström (59:58) | Scotiabank Arena, Toronto, Ontario Zuschauer: 19.638 |

| 19. April 2019 19.00 Uhr | Boston Bruins David Krejčí (59:16) | 1:2 (0:0, 0:0, 1:2) Spielbericht Stand: 2:3 | Toronto Maple Leafs Auston Matthews (51:33) Kasperi Kapanen (53:45) | TD Garden, Boston, Massachusetts Zuschauer: 17.565 |

| 21. April 2019 15.00 Uhr | Toronto Maple Leafs Morgan Rielly (9:42) Auston Matthews (44:15) | 2:4 (1:2, 0:1, 1:1) Spielbericht Stand: 3:3 | Boston Bruins Brad Marchand (11:23) Torey Krug (17:02) Jake DeBrusk (27:57) Brad Marchand (59:06) | Scotiabank Arena, Toronto, Ontario Zuschauer: 19.683 |

| 23. April 2019 19.00 Uhr | Boston Bruins Joakim Nordström (14:29) Marcus Johansson (17:46) Sean Kuraly (42:40) Charlie Coyle (57:26) Patrice Bergeron (59:59) | 5:1 (2:0, 0:1, 3:0) Spielbericht Stand: 4:3 | Toronto Maple Leafs John Tavares (23:54) | TD Garden, Boston, Massachusetts Zuschauer: 17.565 |

#### (M1) Washington Capitals – (EWC1) Carolina Hurricanes
Die Washington Capitals unterlagen in der ersten Runde als amtierender Stanley-Cup-Sieger den Carolina Hurricanes mit 3:4. Beide Mannschaften trafen erstmals in den Playoffs aufeinander, während die Capitals sich somit erstmals seit 2014 nicht für die zweite Runde qualifizierten. Für die Hurricanes überzeugten unter anderem Verteidiger Jaccob Slavin, der mit neun Torvorlagen die meisten Assists der gesamten ersten Runde gab (gemeinsam mit Erik Karlsson), sowie Rookie-Angreifer Warren Foegele mit vier Toren und sechs Scorerpunkten. Washington hatte mit Alexander Owetschkin und Nicklas Bäckström (9 bzw. 8 Punkte) zwar die besten Scorer der Serie in ihren Reihen und stellte mit Braden Holtby den statistisch besseren Torhüter (Fangquote 91,4 % gegenüber 89,9 % bei Petr Mrázek), jedoch fehlte es unter anderem an der Offensivproduktion der hinteren Angriffsreihen.
| 11. April 2019 19.30 Uhr (Ortszeit) | Washington Capitals Nicklas Bäckström (9:58) Nicklas Bäckström (13:10) Alexander Owetschkin (18:05) Lars Eller (59:23) | 4:2 (3:0, 0:0, 1:2) Spielbericht Stand: 1:0 | Carolina Hurricanes Andrei Swetschnikow (45:07) Andrei Swetschnikow (47:26) | Capital One Arena, Washington, D.C. Zuschauer: 18.506 |

| 13. April 2019 15.00 Uhr | Washington Capitals Nicklas Bäckström (3:37) T. J. Oshie (9:26) Tom Wilson (48:55) Brooks Orpik (61:48) | 4:3 n. V. (2:1, 0:1, 1:1, 1:0) Spielbericht Stand: 2:0 | Carolina Hurricanes Lucas Wallmark (15:54) Sebastian Aho (36:49) Jordan Staal (55:00) | Capital One Arena, Washington, D.C. Zuschauer: 18.506 |

| 15. April 2019 19.00 Uhr | Carolina Hurricanes Warren Foegele (9:43) Warren Foegele (26:09) Dougie Hamilton (31:40) Dougie Hamilton (49:47) Brock McGinn (55:35) | 5:0 (1:0, 2:0, 2:0) Spielbericht Stand: 1:2 | Washington Capitals | PNC Arena, Raleigh, North Carolina Zuschauer: 18.783 |

| 18. April 2019 19.00 Uhr | Carolina Hurricanes Warren Foegele (0:17) Teuvo Teräväinen (39:32) | 2:1 (1:0, 1:1, 0:0) Spielbericht Stand: 2:2 | Washington Capitals Alexander Owetschkin (30:35) | PNC Arena, Raleigh, North Carolina Zuschauer: 19.202 |

| 20. April 2019 20.00 Uhr | Washington Capitals Nicklas Bäckström (7:33) Nicklas Bäckström (34:21) Brett Connolly (36:11) Tom Wilson (41:04) Nic Dowd (48:57) Alexander Owetschkin (50:14) | 6:0 (1:0, 2:0, 3:0) Spielbericht Stand: 3:2 | Carolina Hurricanes | Capital One Arena, Washington, D.C. Zuschauer: 18.506 |

| 22. April 2019 19.00 Uhr | Carolina Hurricanes Warren Foegele (10:35) Teuvo Teräväinen (21:56) Jordan Staal (43:51) Justin Williams (51:58) Dougie Hamilton (56:54) | 5:2 (1:2, 1:0, 3:0) Spielbericht Stand: 3:3 | Washington Capitals Brett Connolly (5:06) Alexander Owetschkin (15:12) | PNC Arena, Raleigh, North Carolina Zuschauer: 18.913 |

| 24. April 2019 19.00 Uhr | Washington Capitals André Burakovsky (2:13) Tom Wilson (6:23) Jewgeni Kusnezow (33:22) | 3:4 n. V. (2:0, 1:2, 0:1, 0:0, 0:1) Spielbericht Stand: 3:4 | Carolina Hurricanes Sebastian Aho (29:51) Teuvo Teräväinen (36:37) Jordan Staal (42:56) Brock McGinn (91:05) | Capital One Arena, Washington, D.C. Zuschauer: 18.506 |

#### (M2) New York Islanders – (M3) Pittsburgh Penguins
Die New York Islanders setzten sich in der ersten Runde mit 4:0 gegen die Pittsburgh Penguins durch. Für die Teams war es das erste Aufeinandertreffen seit der ersten Runde der Playoffs 2013, in der die Penguins mit 4:2 gewonnen hatten und im weiteren Verlauf den zuvor letzten Sweep hinnehmen mussten (Conference-Finale; Boston). Für die Islanders wiederum war es erste erfolgreiche Sweep seit dem Stanley-Cup-Gewinn im Endspiel 1983 gegen Edmonton. New York gelang es, den Trend der regulären Saison fortzusetzen, die sie als Mannschaft mit den wenigsten Gegentoren beendet hatten, so erzielte Pittsburgh in drei der vier Partien nur einen Treffer. Robin Lehner beendete die Serie mit einem Gegentorschnitt von 1,47 und einer Fangquote von 95,6 %, während offensiv Jordan Eberle mit vier Toren und sechs Punkten sowie Mathew Barzal mit fünf Assists überzeugten. Auf Seiten der Penguins blieben Sidney Crosby und Jake Guentzel als Schlüsselspieler der letzten Jahre bei nur je einem Scorerpunkt.
| 10. April 2019 19.30 Uhr (Ortszeit) | New York Islanders Jordan Eberle (1:40) Brock Nelson (15:46) Nick Leddy (52:35) Josh Bailey (64:39) | 4:3 n. V. (2:1, 0:1, 1:1, 1:0) Spielbericht Stand: 1:0 | Pittsburgh Penguins Phil Kessel (5:42) Jewgeni Malkin (33:41) Justin Schultz (58:31) | Nassau Veterans Memorial Coliseum, Uniondale, New York Zuschauer: 13.917 |

| 12. April 2019 19.30 Uhr | New York Islanders Anthony Beauvillier (33:25) Jordan Eberle (47:54) Josh Bailey (51:38) | 3:1 (0:0, 1:1, 2:0) Spielbericht Stand: 2:0 | Pittsburgh Penguins Erik Gudbranson (30:36) | Nassau Veterans Memorial Coliseum, Uniondale, New York Zuschauer: 13.917 |

| 14. April 2019 12.00 Uhr | Pittsburgh Penguins Garrett Wilson (12:54) | 1:4 (1:2, 0:0, 0:2) Spielbericht Stand: 0:3 | New York Islanders Jordan Eberle (13:22) Brock Nelson (14:24) Leo Komarov (50:27) Anders Lee (58:32) | PPG Paints Arena, Pittsburgh, Pennsylvania Zuschauer: 18.610 |

| 16. April 2019 19.30 Uhr | Pittsburgh Penguins Jake Guentzel (0:35) | 1:3 (1:2, 0:0, 0:1) Spielbericht Stand: 0:4 | New York Islanders Jordan Eberle (2:09) Brock Nelson (18:06) Josh Bailey (59:22) | PPG Paints Arena, Pittsburgh, Pennsylvania Zuschauer: 18.609 |

### Western Conference

#### (C1) Nashville Predators – (WWC1) Dallas Stars
Die Dallas Stars setzten sich in der ersten Runde mit 4:2 gegen die Nashville Predators durch, wobei sich beide Mannschaften zum ersten Mal überhaupt in der post-season gegenüberstanden. Torhüter Ben Bishop setzte seine Leistungen für Dallas aus der regulären Saison mit einer Fangquote von 94,5 % und einem Gegentorschnitt von 1,89 fort, während Pekka Rinne auf der Gegenseite nur 90,5 % der Schüsse auf sein Tor abwehren konnte. Zudem überzeugte die erste Angriffsreihe der Stars um Jamie Benn, Tyler Seguin und Alexander Radulow mit insgesamt 18 Scorerpunkten. Die Predators hingegen zeigten wie bereits in der regulären Saison große Schwächen im Powerplay, so erzielten sie in keiner ihrer 15 Überzahlsituationen einen Treffer.
| 10. April 2019 20.30 Uhr (Ortszeit) | Nashville Predators Roman Josi (12:12) P. K. Subban (53:24) | 2:3 (1:0, 0:1, 1:2) Spielbericht Stand: 0:1 | Dallas Stars Miro Heiskanen (32:37) Alexander Radulow (46:10) Mats Zuccarello (50:39) | Bridgestone Arena, Nashville, Tennessee Zuschauer: 17.458 |

| 13. April 2019 17.00 Uhr | Nashville Predators Rocco Grimaldi (23:56) Craig Smith (65:00) | 2:1 n. V. (0:0, 1:1, 0:0, 1:0) Spielbericht Stand: 1:1 | Dallas Stars Jamie Benn (21:59) | Bridgestone Arena, Nashville, Tennessee Zuschauer: 17.611 |

| 15. April 2019 20.30 Uhr | Dallas Stars Mats Zuccarello (37:11) Tyler Seguin (48:15) | 2:3 (0:0, 1:2, 1:1) Spielbericht Stand: 1:2 | Nashville Predators Rocco Grimaldi (23:29) Filip Forsberg (34:35) Mikael Granlund (51:41) | American Airlines Center, Dallas, Texas Zuschauer: 18.532 |

| 17. April 2019 19.00 Uhr | Dallas Stars Roope Hintz (3:42) Alexander Radulow (4:58) Andrew Cogliano (8:24) Mats Zuccarello (13:45) Roope Hintz (30:09) | 5:1 (4:0, 1:0, 0:1) Spielbericht Stand: 2:2 | Nashville Predators Roman Josi (48:11) | American Airlines Center, Dallas, Texas Zuschauer: 18.532 |

| 20. April 2019 14.00 Uhr | Nashville Predators Rocco Grimaldi (6:25) Ryan Johansen (29:18) Kyle Turris (42:25) | 3:5 (1:1, 1:3, 1:1) Spielbericht Stand: 2:3 | Dallas Stars Jason Dickinson (13:08) Alexander Radulow (20:40) Alexander Radulow (27:41) Tyler Seguin (35:54) Jason Dickinson (41:57) | Bridgestone Arena, Nashville, Tennessee Zuschauer: 17.633 |

| 22. April 2019 19.30 Uhr | Dallas Stars Blake Comeau (25:20) John Klingberg (77:02) | 2:1 n. V. (0:1, 1:0, 0:0, 1:0) Spielbericht Stand: 4:2 | Nashville Predators Austin Watson (5:47) | American Airlines Center, Dallas, Texas Zuschauer: 19.025 |

#### (C2) Winnipeg Jets – (C3) St. Louis Blues
Als Conference-Finalist des Vorjahres unterlagen die Winnipeg Jets in der ersten Runde mit 2:4 den St. Louis Blues, wobei in den ersten fünf Partien der Serie erstmals seit 2004 kein Heimsieg errungen werden konnte. In einer ausgeglichenen Serie – fünf der sechs Spiele wurden durch ein Tor entschieden und beide Teams erzielten insgesamt die gleiche Anzahl von Treffern – überzeugten für St. Louis unter anderem Jaden Schwartz mit fünf Scorerpunkten und einem Hattrick in Spiel 6 sowie Alex Pietrangelo mit sechs Vorlagen, während Dustin Byfuglien von den Jets mit acht Punkten bester Scorer der Serie wurde. Die Torhüter Connor Hellebuyck (Fangquote 91,3 %; Gegentorschnitt 2,67) und Rookie Jordan Binnington (90,8 %; 2,63) zeigten unterdessen eher durchschnittliche Leistungen.
| 10. April 2019 19.00 Uhr (Ortszeit) | Winnipeg Jets Patrik Laine (13:28) | 1:2 (1:0, 0:0, 0:2) Spielbericht Stand: 0:1 | St. Louis Blues David Perron (44:05) Tyler Bozak (57:55) | Bell MTS Place, Winnipeg, Manitoba Zuschauer: 15.321 |

| 12. April 2019 20.30 Uhr | Winnipeg Jets Blake Wheeler (12:01) Patrik Laine (22:49) Mark Scheifele (38:55) | 3:4 (1:1, 2:2, 0:1) Spielbericht Stand: 0:2 | St. Louis Blues Oskar Sundqvist (5:23) Patrick Maroon (26:42) Oskar Sundqvist (29:50) Ryan O’Reilly (43:46) | Bell MTS Place, Winnipeg, Manitoba Zuschauer: 15.321 |

| 14. April 2019 18.30 Uhr | St. Louis Blues David Perron (19:12) Wladimir Tarassenko (41:51) Alexander Steen (52:42) | 3:6 (1:0, 0:3, 2:3) Spielbericht Stand: 2:1 | Winnipeg Jets Kevin Hayes (24:57) Patrik Laine (27:47) Kyle Connor (28:56) Brandon Tanev (44:25) Dustin Byfuglien (48:06) Kyle Connor (54:44) | Enterprise Center, St. Louis, Missouri Zuschauer: 18.486 |

| 16. April 2019 20.30 Uhr | St. Louis Blues Wladimir Tarassenko (40:35) | 1:2 n. V. (0:0, 0:0, 1:1, 0:1) Spielbericht Stand: 2:2 | Winnipeg Jets Mark Scheifele (47:33) Kyle Connor (66:02) | Enterprise Center, St. Louis, Missouri Zuschauer: 18.346 |

| 18. April 2019 19.30 Uhr | Winnipeg Jets Adam Lowry (0:12) Kevin Hayes (13:35) | 2:3 (2:0, 0:0, 0:3) Spielbericht Stand: 2:3 | St. Louis Blues Ryan O’Reilly (41:29) Brayden Schenn (53:52) Jaden Schwartz (59:45) | Bell MTS Place, Winnipeg, Manitoba Zuschauer: 15.321 |

| 20. April 2019 18.00 Uhr | St. Louis Blues Jaden Schwartz (0:23) Jaden Schwartz (32:26) Jaden Schwartz (43:55) | 3:2 (1:0, 1:0, 1:2) Spielbericht Stand: 4:2 | Winnipeg Jets Dustin Byfuglien (52:17) Bryan Little (59:22) | Enterprise Center, St. Louis, Missouri Zuschauer: 18.524 |

#### (P1) Calgary Flames – (WWC2) Colorado Avalanche

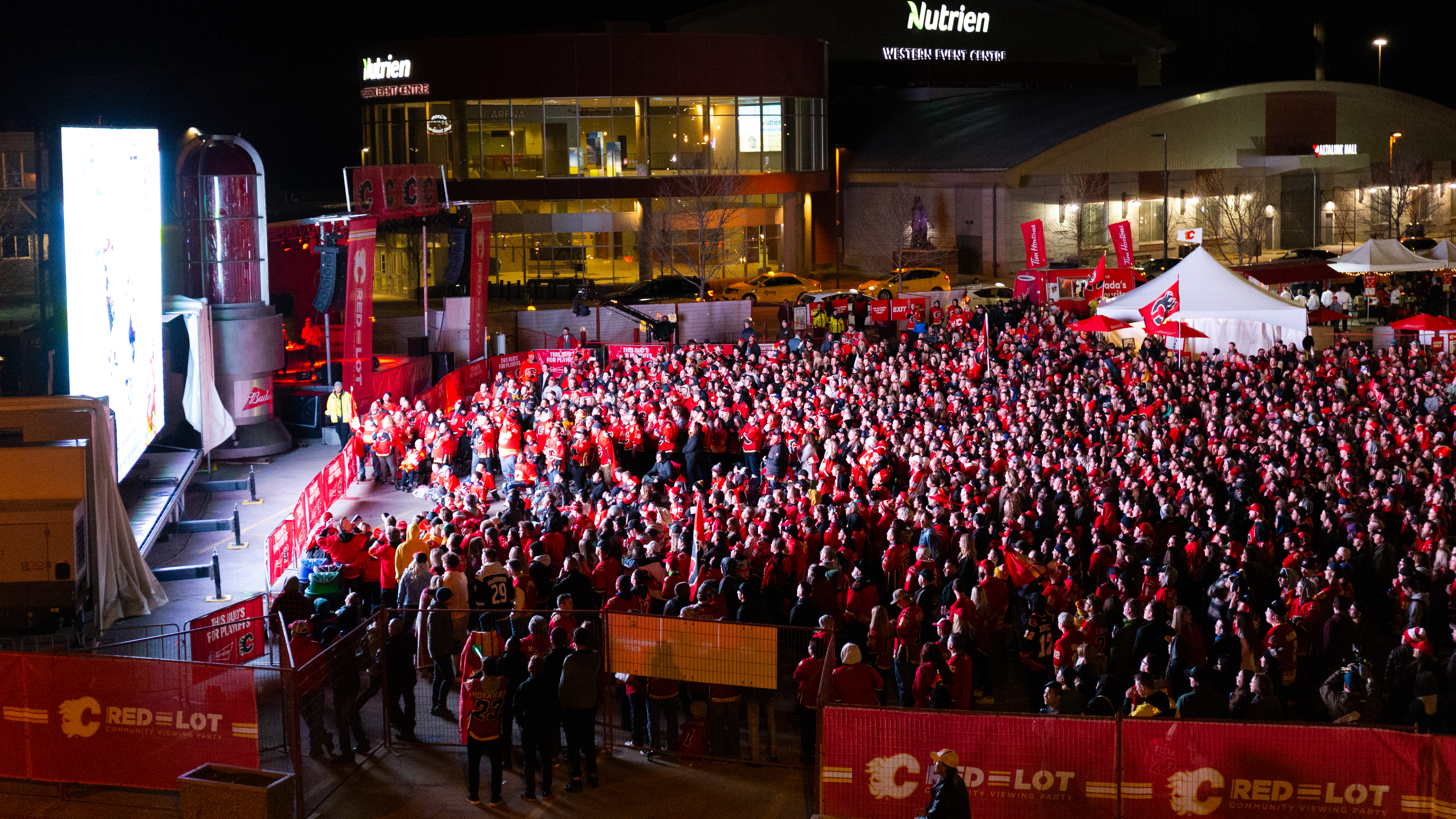
Public Viewing in Calgary

In ihrem ersten Playoff-Aufeinandertreffen überhaupt besiegte die Colorado Avalanche die Calgary Flames mit 4:1 und erreichte somit erstmals seit 2008 die zweite Runde. Nachdem das Team im ersten Spiel noch einen Shutout von Mike Smith hatte hinnehmen müssen, wurde die erste Angriffsreihe der Avalanche um Nathan MacKinnon, Gabriel Landeskog und Mikko Rantanen zum sportlichen Maß der Dinge. Die drei Stürmer verzeichneten in den folgenden vier Partien insgesamt 21 Scorerpunkte, während Torhüter Philipp Grubauer, der den Vorzug vor Semjon Warlamow erhielt, auf eine Fangquote von 93,9 % kam. Auf Seiten der Flames blieben vor allem Johnny Gaudreau und Sean Monahan als Leistungsträger der regulären Saison deutlich unter ihren Möglichkeiten.
| 11. April 2019 20.00 Uhr (Ortszeit) | Calgary Flames Andrew Mangiapane (34:25) Matthew Tkachuk (38:58) Mikael Backlund (57:01) Matthew Tkachuk (57:15) | 4:0 (0:0, 2:0, 2:0) Spielbericht Stand: 1:0 | Colorado Avalanche | Scotiabank Saddledome, Calgary, Alberta Zuschauer: 19.289 |

| 13. April 2019 20.30 Uhr | Calgary Flames Rasmus Andersson (32:26) Sean Monahan (52:27) | 2:3 n. V. (0:0, 1:1, 1:1, 0:1) Spielbericht Stand: 1:1 | Colorado Avalanche Matt Nieto (27:16) J. T. Compher (57:21) Nathan MacKinnon (68:27) | Scotiabank Saddledome, Calgary, Alberta Zuschauer: 19.289 |

| 15. April 2019 20.00 Uhr | Colorado Avalanche Nathan MacKinnon (8:26) Nathan MacKinnon (13:34) Cale Makar (16:02) Matt Nieto (27:51) Mikko Rantanen (32:58) Erik Johnson (40:54) | 6:2 (3:0, 2:1, 1:1) Spielbericht Stand: 2:1 | Calgary Flames Sam Bennett (28:34) T. J. Brodie (41:09) | Pepsi Center, Denver, Colorado Zuschauer: 18.098 |

| 17. April 2019 20.00 Uhr | Colorado Avalanche J. T. Compher (48:10) Mikko Rantanen (57:10) Mikko Rantanen (70:23) | 3:2 n. V. (0:0, 0:1, 2:1, 1:0) Spielbericht Stand: 3:1 | Calgary Flames Elias Lindholm (23:25) Derek Ryan (46:58) | Pepsi Center, Denver, Colorado Zuschauer: 18.102 |

| 19. April 2019 20.00 Uhr | Calgary Flames T. J. Brodie (19:54) | 1:5 (1:2, 0:2, 0:1) Spielbericht Stand: 1:4 | Colorado Avalanche Gabriel Landeskog (9:40) Mikko Rantanen (15:38) Colin Wilson (26:52) Colin Wilson (34:47) Mikko Rantanen (40:57) | Scotiabank Saddledome, Calgary, Alberta Zuschauer: 19.289 |

#### (P2) San Jose Sharks – (P3) Vegas Golden Knights
Zwischen den San Jose Sharks und den Vegas Golden Knights kam es in der ersten Runde zur Neuauflage des letztjährigen Conference-Halbfinals, das im Gegensatz zum Vorjahr (4:2 für Vegas) die Sharks mit 4:3 für sich entschieden. Dabei gaben die Golden Knights eine 3:1-Führung in der Serie sowie einen 3:0-Vorsprung im letzten Drittel des entscheidenden siebten Spiels aus der Hand. San Jose erzielte dabei im Rahmen eines fünfminütigen Überzahlspiels nach einer umstrittenen großen Strafe (major penalty) gleich vier Treffer, ehe das Spiel in der Overtime entschieden wurde. Bereits im sechsten Spiel hatte San Jose mit einem Unterzahltreffer im zweiten Verlängerungsdrittel für ein Novum gesorgt. Vegas hatte mit Mark Stone (12 Punkte) und Max Pacioretty (11) die beiden besten Scorer der gesamten ersten Playoff-Runde in ihren Reihen, während Erik Karlsson ligaweit die meisten Vorlagen gab (9; gemeinsam mit Jaccob Slavin). Die beiden Torhüter Martin Jones und Marc-André Fleury blieben bei einer Fangquote von jeweils unter 91 %.
| 10. April 2019 19.30 Uhr (Ortszeit) | San Jose Sharks Joe Pavelski (14:42) Brent Burns (26:59) Marc-Édouard Vlasic (27:44) Evander Kane (39:42) Tomáš Hertl (58:11) | 5:2 (1:0, 3:1, 1:1) Spielbericht Stand: 1:0 | Vegas Golden Knights Mark Stone (28:32) Mark Stone (55:26) | SAP Center, San José, Kalifornien Zuschauer: 17.562 |

| 12. April 2019 19.30 Uhr | San Jose Sharks Logan Couture (16:59) Tomáš Hertl (17:38) Joe Thornton (19:08) | 3:5 (3:3, 0:1, 0:1) Spielbericht Stand: 1:1 | Vegas Golden Knights Cody Eakin (0:58) Colin Miller (4:37) Max Pacioretty (6:11) Mark Stone (21:31) William Karlsson (47:35) | SAP Center, San José, Kalifornien Zuschauer: 17.562 |

| 14. April 2019 19.00 Uhr | Vegas Golden Knights Mark Stone (0:16) Max Pacioretty (12:16) Paul Stastny (20:21) Paul Stastny (36:04) Mark Stone (40:36) Mark Stone (53:57) | 6:3 (2:1, 2:0, 2:2) Spielbericht Stand: 2:1 | San Jose Sharks Kevin Labanc (15:26) Logan Couture (44:57) Timo Meier (45:51) | T-Mobile Arena, Paradise, Nevada Zuschauer: 18.461 |

| 16. April 2019 19.30 Uhr | Vegas Golden Knights Max Pacioretty (1:11) Shea Theodore (19:13) Max Pacioretty (32:33) Alex Tuch (46:37) Jonathan Marchessault (56:24) | 5:0 (2:0, 1:0, 2:0) Spielbericht Stand: 3:1 | San Jose Sharks | T-Mobile Arena, Paradise, Nevada Zuschauer: 18.567 |

| 18. April 2019 19.00 Uhr | San Jose Sharks Tomáš Hertl (1:16) Logan Couture (11:00) Barclay Goodrow (32:22) Tomáš Hertl (54:45) Joe Pavelski (58:14) | 5:2 (2:1, 1:0, 2:1) Spielbericht Stand: 2:3 | Vegas Golden Knights Reilly Smith (19:30) Jonathan Marchessault (51:36) | SAP Center, San José, Kalifornien Zuschauer: 17.562 |

| 21. April 2019 16.00 Uhr | Vegas Golden Knights Jonathan Marchessault (31:20) | 1:2 n. V. (0:1, 1:0, 0:0, 0:0, 0:1) Spielbericht Stand: 3:3 | San Jose Sharks Logan Couture (19:51) Tomáš Hertl (91:17) | T-Mobile Arena, Paradise, Nevada Zuschauer: 18.458 |

| 23. April 2019 19.00 Uhr | San Jose Sharks Logan Couture (49:20) Tomáš Hertl (50:09) Logan Couture (52:53) Kevin Labanc (53:21) Barclay Goodrow (78:19) | 5:4 n. V. (0:1, 0:1, 4:2, 1:0) Spielbericht Stand: 4:3 | Vegas Golden Knights William Karlsson (10:10) Cody Eakin (30:00) Max Pacioretty (43:36) Jonathan Marchessault (59:13) | SAP Center, San José, Kalifornien Zuschauer: 17.562 |

## Conference-Halbfinale

### Eastern Conference

#### (A2) Boston Bruins – (EWC2) Columbus Blue Jackets
Die Boston Bruins setzten sich im Conference-Halbfinale mit 4:2 gegen die Columbus Blue Jackets durch, die erstmals in der zweiten Runde standen und in den Playoffs auch zum ersten Mal gegen Boston spielten. Maßgebend für die Bruins war unter anderem Torhüter Tuukka Rask, der 94,8 % aller Schüsse abwehrte und in Spiel 6 einen Shutout verzeichnete, sowie die Tschechen David Pastrňák und David Krejčí mit je fünf Scorerpunkten. Den besten Scorer der Serie stellte zwar Columbus in Person von Artemi Panarin (6 Punkte), jedoch reichte Sergei Bobrowski (92,1 % Fangquote) nicht an die Leistung von Rask heran, während zudem die Offensivproduktion der hinteren Angriffsreihen fehlte und das Powerplay nur drei Tore aus 21 Überzahlsituationen erzielte.
| 25. April 2019 19.00 Uhr (Ortszeit) | Boston Bruins Noel Acciari (10:34) Charlie Coyle (55:25) Charlie Coyle (65:15) | 3:2 n. V. (1:0, 0:0, 1:2, 1:0) Spielbericht Stand: 1:0 | Columbus Blue Jackets Brandon Dubinsky (47:39) Pierre-Luc Dubois (47:52) | TD Garden, Boston, Massachusetts Zuschauer: 17.565 |

| 27. April 2019 20.00 Uhr | Boston Bruins Matt Grzelcyk (7:50) David Pastrňák (22:01) | 2:3 n. V. (1:0, 1:2, 0:0, 0:0, 0:1) Spielbericht Stand: 1:1 | Columbus Blue Jackets Artemi Panarin (21:03) Artemi Panarin (28:01) Matt Duchene (83:42) | TD Garden, Boston, Massachusetts Zuschauer: 17.565 |

| 30. April 2019 19.00 Uhr | Columbus Blue Jackets Boone Jenner (18:37) Matt Duchene (32:42) | 2:1 (1:0, 1:1, 0:0) Spielbericht Stand: 2:1 | Boston Bruins Jake DeBrusk (39:20) | Nationwide Arena, Columbus, Ohio Zuschauer: 19.337 |

| 2. Mai 2019 19.30 Uhr | Columbus Blue Jackets Artemi Panarin (8:46) | 1:4 (1:2, 0:0, 0:2) Spielbericht Stand: 2:2 | Boston Bruins David Pastrňák (3:33) Patrice Bergeron (7:18) Sean Kuraly (48:40) Patrice Bergeron (57:30) | Nationwide Arena, Columbus, Ohio Zuschauer: 19.431 |

| 4. Mai 2019 19.15 Uhr | Boston Bruins David Krejčí (21:39) Brad Marchand (44:51) David Pastrňák (51:16) David Pastrňák (58:32) | 4:3 (0:0, 1:0, 3:3) Spielbericht Stand: 3:2 | Columbus Blue Jackets Seth Jones (50:33) Ryan Dzingel (52:07) Dean Kukan (53:58) | TD Garden, Boston, Massachusetts Zuschauer: 17.565 |

| 6. Mai 2019 19.00 Uhr | Columbus Blue Jackets | 0:3 (0:0, 0:1, 0:2) Spielbericht Stand: 2:4 | Boston Bruins David Krejčí (32:13) Marcus Johansson (48:58) David Backes (50:39) | Nationwide Arena, Columbus, Ohio Zuschauer: 19.219 |

#### (M2) New York Islanders – (EWC1) Carolina Hurricanes
Die Carolina Hurricanes gewannen in der zweiten Runde mit 4:0 gegen die New York Islanders, wobei sich beide Teams erstmals in den Playoffs gegenüberstanden. Durch den vorherigen 4:0-Sieg gegen Pittsburgh wurden die Islanders zum ersten Team seit 1993 (Buffalo), das nach einem erfolgreichen Sweep einen solchen in der folgenden Runde hinnehmen muss. Für Carolina überzeugten unter anderem die finnischen Angreifer Teuvo Teräväinen und Sebastian Aho mit fünf bzw. vier Scorerpunkten, während Curtis McElhinney als zweiter Torhüter den Großteil der Serie bestritt, da Petr Mrázek während des zweiten Spiels verletzungsbedingt ausfiel. McElhinney kam in der Folge auf eine Fangquote von 94,7 % und wurde zugleich mit 35 Jahren zum ältesten Torhüter überhaupt, der sein Playoff-Debüt gab. Dem gegenüber konnte Robin Lehner seine vorherigen Leistungen mit 90,7 % abgewehrten Schüssen nicht bestätigen, während für New York kein Spieler mehr als drei Scorerpunkte verzeichnete.
| 26. April 2019 19.00 Uhr (Ortszeit) | New York Islanders | 0:1 (0:0, 0:0, 0:0, 0:1) Spielbericht Stand: 0:1 | Carolina Hurricanes Jordan Staal (64:04) | Barclays Center, Brooklyn, New York Zuschauer: 15.795 |

| 28. April 2019 15.00 Uhr | New York Islanders Mathew Barzal (13:17) | 1:2 (1:0, 0:0, 0:2) Spielbericht Stand: 0:2 | Carolina Hurricanes Warren Foegele (40:17) Nino Niederreiter (41:05) | Barclays Center, Brooklyn, New York Zuschauer: 15.795 |

| 1. Mai 2019 19.00 Uhr | Carolina Hurricanes Teuvo Teräväinen (6:41) Justin Faulk (31:58) Justin Williams (50:15) Teuvo Teräväinen (59:02) Sebastian Aho (59:55) | 5:2 (1:1, 1:1, 3:0) Spielbericht Stand: 3:0 | New York Islanders Devon Toews (8:20) Josh Bailey (54:13) | PNC Arena, Raleigh, North Carolina Zuschauer: 19.066 |

| 3. Mai 2019 19.00 Uhr | Carolina Hurricanes Sebastian Aho (4:44) Teuvo Teräväinen (22:11) Greg McKegg (23:17) Justin Williams (28:51) Andrei Swetschnikow (55:13) | 5:2 (1:1, 3:0, 1:1) Spielbericht Stand: 4:0 | New York Islanders Mathew Barzal (2:30) Brock Nelson (58:51) | PNC Arena, Raleigh, North Carolina Zuschauer: 19.495 |

### Western Conference

#### (C3) St. Louis Blues – (WWC1) Dallas Stars
Im Finale der Central Division kam es wie bereits 2016 zum Aufeinandertreffen der St. Louis Blues und der Dallas Stars, das mit einem 4:3 für St. Louis auch den gleichen Ausgang wie vor drei Jahren nahm. In einer ausgeglichenen Serie, die von zwei starken Torhütern bestimmt wurde (Jordan Binnington und Ben Bishop mit einer Fangquote von je 92,1 %), benötigte es der doppelten Overtime in Spiel 7, um eine Entscheidung herbeizuführen. Für St. Louis überzeugten unter anderem Jaden Schwartz mit vier Treffern sowie die Verteidiger Alex Pietrangelo und Colton Parayko mit je fünf Scorerpunkten. Auf Seiten der Stars wurde der zur Trade Deadline verpflichtete Mats Zuccarello mit acht Punkten zum besten Scorer der Serie, jedoch gelang es vor allem der ersten Angriffsreihe nicht, die Leistungen der ersten Runde zu bestätigen.
| 25. April 2019 20.30 Uhr (Ortszeit) | St. Louis Blues Robby Fabbri (5:57) Wladimir Tarassenko (38:03) Wladimir Tarassenko (43:51) | 3:2 (1:0, 1:1, 1:1) Spielbericht Stand: 1:0 | Dallas Stars Jason Spezza (30:25) Jamie Benn (57:43) | Enterprise Center, St. Louis, Missouri Zuschauer: 18.014 |

| 27. April 2019 14.00 Uhr | St. Louis Blues Colton Parayko (14:25) Jaden Schwartz (41:48) | 2:4 (1:3, 0:0, 1:1) Spielbericht Stand: 1:1 | Dallas Stars Roope Hintz (7:11) Miro Heiskanen (13:39) Mattias Janmark (14:51) Roope Hintz (59:57) | Enterprise Center, St. Louis, Missouri Zuschauer: 18.285 |

| 29. April 2019 19.00 Uhr | Dallas Stars Alexander Radulow (17:12) Andrew Cogliano (53:06) Tyler Seguin (55:52) | 3:4 (1:1, 0:1, 2:2) Spielbericht Stand: 1:2 | St. Louis Blues Jaden Schwartz (1:27) Tyler Bozak (28:30) Alex Pietrangelo (54:24) Patrick Maroon (58:22) | American Airlines Center, Dallas, Texas Zuschauer: 18.532 |

| 1. Mai 2019 20.30 Uhr | Dallas Stars Jason Dickinson (11:23) Jason Spezza (19:08) John Klingberg (29:26) Roope Hintz (37:28) | 4:2 (2:1, 2:0, 0:1) Spielbericht Stand: 2:2 | St. Louis Blues Wladimir Tarassenko (5:02) Robert Thomas (53:44) | American Airlines Center, Dallas, Texas Zuschauer: 18.790 |

| 3. Mai 2019 20.30 Uhr | St. Louis Blues Jaden Schwartz (48:26) | 1:2 (0:1, 0:1, 1:0) Spielbericht Stand: 2:3 | Dallas Stars Jason Spezza (2:42) Esa Lindell (26:13) | Enterprise Center, St. Louis, Missouri Zuschauer: 18.542 |

| 5. Mai 2019 14.00 Uhr | Dallas Stars Tyler Seguin (11:35) | 1:4 (1:1, 0:1, 0:2) Spielbericht Stand: 3:3 | St. Louis Blues Alex Pietrangelo (1:03) David Perron (35:24) Jaden Schwartz (47:37) Samuel Blais (47:10) | American Airlines Center, Dallas, Texas Zuschauer: 18.876 |

| 7. Mai 2019 19.00 Uhr | St. Louis Blues Vince Dunn (13:30) Patrick Maroon (85:50) | 2:1 n. V. (1:1, 0:0, 0:0, 0:0, 1:0) Spielbericht Stand: 4:3 | Dallas Stars Mats Zuccarello (15:55) | Enterprise Center, St. Louis, Missouri Zuschauer: 18.531 |

#### (P2) San Jose Sharks – (WWC2) Colorado Avalanche
Im ersten Aufeinandertreffen der beiden Teams seit 2010 besiegten die San Jose Sharks die Colorado Avalanche, die erstmals seit 2008 die zweite Runde erreichte, mit 4:3. Für die Sharks, die erst in Spiel 7 wieder auf ihren zuvor verletzten Kapitän Joe Pavelski zurückgreifen konnten, überzeugte Verteidiger Brent Burns, der mit zehn Scorerpunkten die gesamte Serie sowohl in Toren (4) als auch in Vorlagen (6) anführte. Zudem verzeichneten Logan Couture, Tomáš Hertl und Timo Meier jeweils sechs Punkte. Auf Seiten der Avalanche gelang es vor allem der ersten Angriffsreihe um Superstar Nathan MacKinnon (5 Punkte; bester Scorer seines Teams gemeinsam mit Mikko Rantanen) nicht, an die Leistungen der ersten Runde anzuknüpfen. Eine besondere Schwäche stellte das Powerplay Colorados dar, das aus nur zwei von 23 Überzahlsituationen einen Treffer erzielen konnte. Die beiden Torhüter Martin Jones (91,6 % Fangquote; 2,29 Gegentorschnitt) und Philipp Grubauer (91,4 %; 2,60) begegneten sich unterdessen auf Augenhöhe.
| 26. April 2019 19.00 Uhr (Ortszeit) | San Jose Sharks Gustav Nyquist (14:44) Joe Thornton (30:05) Kevin Labanc (36:02) Brent Burns (39:00) Timo Meier (59:31) | 5:2 (1:1, 3:1, 1:0) Spielbericht Stand: 1:0 | Colorado Avalanche Gabriel Bourque (2:10) Colin Wilson (23:56) | SAP Center, San José, Kalifornien Zuschauer: 17.562 |

| 28. April 2019 16.30 Uhr | San Jose Sharks Evander Kane (7:57) Brent Burns (55:26) Brent Burns (59:49) | 3:4 (1:0, 0:2, 2:2) Spielbericht Stand: 1:1 | Colorado Avalanche Gabriel Landeskog (28:21) Tyson Barrie (36:31) Matt Nieto (50:10) Nathan MacKinnon (58:58) | SAP Center, San José, Kalifornien Zuschauer: 17.562 |

| 30. April 2019 20.00 Uhr | Colorado Avalanche Nathan MacKinnon (35:51) Matt Nieto (51:45) | 2:4 (0:2, 1:0, 1:2) Spielbericht Stand: 1:2 | San Jose Sharks Logan Couture (15:24) Timo Meier (18:42) Logan Couture (52:50) Logan Couture (59:30) | Pepsi Center, Denver, Colorado Zuschauer: 18.106 |

| 2. Mai 2019 20.00 Uhr | Colorado Avalanche Nathan MacKinnon (30:34) Colin Wilson (43:11) Erik Johnson (58:51) | 3:0 (0:0, 1:0, 2:0) Spielbericht Stand: 2:2 | San Jose Sharks | Pepsi Center, Denver, Colorado Zuschauer: 18.110 |

| 4. Mai 2019 19.00 Uhr | San Jose Sharks Tomáš Hertl (39:40) Tomáš Hertl (46:26) | 2:1 (0:0, 1:1, 1:0) Spielbericht Stand: 3:2 | Colorado Avalanche Tyson Jost (37:01) | SAP Center, San José, Kalifornien Zuschauer: 17.562 |

| 6. Mai 2019 20.00 Uhr | Colorado Avalanche Tyson Jost (24:05) J. T. Compher (38:44) J. T. Compher (44:00) Gabriel Landeskog (62:32) | 4:3 n. V. (0:0, 2:2, 1:1, 1:0) Spielbericht Stand: 3:3 | San Jose Sharks Marc-Édouard Vlasic (34:36) Brent Burns (39:50) Marc-Édouard Vlasic (57:32) | Pepsi Center, Denver, Colorado Zuschauer: 18.098 |

| 8. Mai 2019 18.00 Uhr | San Jose Sharks Joe Pavelski (5:57) Tomáš Hertl (11:35) Joonas Donskoi (32:37) | 3:2 (2:1, 1:0, 0:1) Spielbericht Stand: 4:3 | Colorado Avalanche Mikko Rantanen (19:53) Tyson Jost (40:51) | SAP Center, San José, Kalifornien Zuschauer: 17.562 |

## Conference-Finale

### Eastern Conference

#### (A2) Boston Bruins – (EWC1) Carolina Hurricanes
Im Finale der Eastern Conference setzten sich die Boston Bruins mit 4:0 gegen die Carolina Hurricanes durch. Beide Mannschaften trafen erstmals seit der zweiten Runde der Playoffs 2009 aufeinander, in der sich die Hurricanes mit einem 4:3-Erfolg auch zuletzt für ein Conference-Finale qualifiziert hatten und damals ebenfalls mit 0:4 an den Pittsburgh Penguins gescheitert waren. Gegen Pittsburgh bestritten auch die Bruins ihr zuvor letztes Conference-Finale, als sie – ebenfalls mit einem Sweep – im Jahre 2013 ins Stanley-Cup-Finale eingezogen waren. Maßgebend für Boston war in erster Linie Torhüter Tuukka Rask, der mit einer Fangquote von 95,6 % und einem Gegentorschnitt von 1,25 herausragende Leistungen zeigte. Die Hurricanes hingegen wechselten auf der Torwartposition nach zwei Partien erfolglos von Petr Mrázek auf Curtis McElhinney. Ferner stellten die Bruins die deutlich besseren special teams, so erzielte die Mannschaft aus fast der Hälfte der Powerplay-Situation ein Tor (7/15), während in der Defensive nur eine von 14 Unterzahlsituationen zu einem Gegentor führte. Darüber hinaus überzeugte Patrice Bergeron mit drei Toren, während kein Spieler der Hurricanes mehr als einen Treffer verbuchen konnte.
| 9. Mai 2019 20.00 Uhr (Ortszeit) | Boston Bruins Steven Kampfer (2:55) Marcus Johansson (42:26) Patrice Bergeron (42:54) Charlie Coyle (57:47) Chris Wagner (57:58) | 5:2 (1:1, 0:1, 4:0) Spielbericht Stand: 1:0 | Carolina Hurricanes Sebastian Aho (3:42) Greg McKegg (29:18) | TD Garden, Boston, Massachusetts Zuschauer: 17.565 |

| 12. Mai 2019 15.00 Uhr | Boston Bruins Matt Grzelcyk (15:22) Jake DeBrusk (18:32) Connor Clifton (23:46) Matt Grzelcyk (37:56) David Backes (41:10) Danton Heinen (44:32) | 6:2 (2:0, 2:0, 2:2) Spielbericht Stand: 2:0 | Carolina Hurricanes Justin Williams (51:17) Teuvo Teräväinen (57:32) | TD Garden, Boston, Massachusetts Zuschauer: 17.565 |

| 14. Mai 2019 20.00 Uhr | Carolina Hurricanes Calvin de Haan (33:48) | 1:2 (0:0, 1:2, 0:0) Spielbericht Stand: 0:3 | Boston Bruins Chris Wagner (21:21) Brad Marchand (26:28) | PNC Arena, Raleigh, North Carolina Zuschauer: 18.768 |

| 16. Mai 2019 20.00 Uhr | Carolina Hurricanes | 0:4 (0:0, 0:2, 0:2) Spielbericht Stand: 0:4 | Boston Bruins David Pastrňák (24:46) Patrice Bergeron (38:34) Patrice Bergeron (50:32) Brad Marchand (57:43) | PNC Arena, Raleigh, North Carolina Zuschauer: 19.041 |

### Western Conference

#### (P2) San Jose Sharks – (C3) St. Louis Blues
Im Endspiel der Western Conference kam es zwischen den San Jose Sharks und den St. Louis Blues zur Neuauflage des Conference-Finals von 2016, das nun mit einem 4:2-Erfolg der Blues und somit dem umgekehrten Ergebnis von vor drei Jahren endete. Für St. Louis überzeugte abermals Torhüter Jordan Binnington mit einer Fangquote von 91,2 %, die deutlich über der seines Gegenübers Martin Jones lag (86,9 %), sowie Wladimir Tarassenko und David Perron mit acht bzw. sieben Scorerpunkten. Auf Seiten der Sharks knüpfte nur Logan Couture an die Leistungen der Vorrunden an, so erzielte er fünf Treffer in der Serie und führte die gesamte Liga vor dem Stanley-Cup-Finale in Toren (14) und Scorerpunkten (20) an. Zudem hatten die Sharks zunehmende Verletzungssorgen zu beklagen, so spielten sie am Ende der Serie ohne Erik Karlsson, Joe Pavelski oder Tomáš Hertl.
| 11. Mai 2019 17.00 Uhr (Ortszeit) | San Jose Sharks Logan Couture (3:31) Joe Pavelski (11:24) Kevin Labanc (27:41) Timo Meier (30:24) Timo Meier (37:34) Logan Couture (57:39) | 6:3 (2:1, 3:1, 1:1) Spielbericht Stand: 1:0 | St. Louis Blues Joel Edmundson (9:13) Ryan O’Reilly (28:58) Tyler Bozak (53:01) | SAP Center, San José, Kalifornien Zuschauer: 17.562 |

| 13. Mai 2019 18.00 Uhr | San Jose Sharks Logan Couture (24:55) Logan Couture (26:54) | 2:4 (0:1, 2:2, 0:1) Spielbericht Stand: 1:1 | St. Louis Blues Jaden Schwartz (2:34) Vince Dunn (24:16) Robert Bortuzzo (36:34) Oskar Sundqvist (56:52) | SAP Center, San José, Kalifornien Zuschauer: 17.562 |

| 15. Mai 2019 19.00 Uhr | St. Louis Blues Alexander Steen (21:18) Wladimir Tarassenko (24:05) David Perron (36:03) David Perron (38:42) | 4:5 n. V. (0:2, 4:1, 0:1, 0:1) Spielbericht Stand: 1:2 | San Jose Sharks Erik Karlsson (13:37) Joe Thornton (16:58) Joe Thornton (21:36) Logan Couture (58:59) Erik Karlsson (65:23) | Enterprise Center, St. Louis, Missouri Zuschauer: 18.360 |

| 17. Mai 2019 19.00 Uhr | St. Louis Blues Iwan Barbaschow (0:35) Tyler Bozak (17:53) | 2:1 (2:0, 0:0, 0:1) Spielbericht Stand: 2:2 | San Jose Sharks Tomáš Hertl (46:48) | Enterprise Center, St. Louis, Missouri Zuschauer: 18.496 |

| 19. Mai 2019 12.00 Uhr | San Jose Sharks | 0:5 (0:1, 0:2, 0:2) Spielbericht Stand: 2:3 | St. Louis Blues Oskar Sundqvist (5:50) Jaden Schwartz (23:05) Wladimir Tarassenko (26:53) Jaden Schwartz (42:19) Jaden Schwartz (56:02) | SAP Center, San José, Kalifornien Zuschauer: 17.562 |

| 21. Mai 2019 19.00 Uhr | St. Louis Blues David Perron (1:32) Wladimir Tarassenko (16:16) Brayden Schenn (32:47) Tyler Bozak (53:05) Iwan Barbaschow (57:45) | 5:1 (2:0, 1:1, 2:0) Spielbericht Stand: 4:2 | San Jose Sharks Dylan Gambrell (26:40) | Enterprise Center, St. Louis, Missouri Zuschauer: 18.684 |

## Stanley-Cup-Finale

### (A2) Boston Bruins – (C3) St. Louis Blues
In der Finalserie der Playoffs 2019 setzten sich die St. Louis Blues mit 4:3 gegen die Boston Bruins durch. Die Blues errangen durch diesen Sieg ihren ersten Stanley Cup der Franchise-Geschichte und bestritten zugleich ihr erstes Endspiel seit 1970, als sie ebenfalls Boston gegenüberstanden und eine 0:4-Niederlage hinnehmen mussten. Der Erfolg wird als umso bemerkenswerter bewertet, als dass St. Louis während der laufenden Saison den Trainer gewechselt hatte – Craig Berube übernahm im November 2018 für Mike Yeo – und das Team nach dem 30. Saisonspiel den letzten Platz unter allen 31 NHL-Teams belegte. Ein vergleichbares Comeback war während einer Spielzeit noch keinem Team gelungen. Die Bruins hingegen bestritten ihr erstes Stanley-Cup-Finale seit dem Jahr 2013, als sie den Chicago Blackhawks mit 2:4 unterlegen waren. Ihr letztes erfolgreiches Endspiel lag jedoch nur zwei weitere Jahre zurück, so feierten sie am Ende der Playoffs 2011 einen 4:3-Erfolg gegen die Vancouver Canucks, der zugleich das zuvor letzte Finale markierte, das über die volle Distanz von sieben Partien ging.
Die Conn Smythe Trophy erhielt Ryan O’Reilly der Blues als wertvollster Spieler der Playoffs. Er beendete die Playoffs (gemeinsam mit Brad Marchand) als bester Scorer und erzielte in der Finalserie neun Punkte sowie in vier aufeinander folgenden Spielen ein Tor, was zuletzt Wayne Gretzky im Jahre 1985 gelungen war. Darüber hinaus wurde Jordan Binnington zum ersten Rookie-Torhüter, der alle benötigten 16 Siege für sein Team einfahren konnte; er stand erst seit Anfang des Jahres regelmäßig in der NHL auf dem Eis. Mit seinem Gegenüber Tuukka Rask begegnete er sich im Endspiel auf Augenhöhe (Fangquote jeweils 91,2 %). In einer insgesamt ausgeglichenen Serie, in der Boston sogar insgesamt vier mehr Treffer erzielte (22 vs. 18), wurden unter anderem die Auswärtsstärke und der körperbetonte Forecheck der Blues als entscheidende Faktoren ausgemacht. Zudem hatten die Bruins Verletzungssorgen zu beklagen, so beendeten sie zwei Partien nur mit fünf Verteidigern. Kapitän Zdeno Chára zog sich zudem im vierten Spiel einen Kieferbruch zu.
Kontrovers diskutiert wurde unter anderem das vorentscheidende 2:0 für St. Louis im fünften Spiel, da dem Tor ein nicht geahndetes Beinstellen eines Blues-Spielers unmittelbar vorausging. Insgesamt wurden die Leistungen der Unparteiischen in diesen Playoffs deutlich kritischer gesehen als in den Vorjahren.
| 27. Mai 2019 20.00 Uhr (Ortszeit) | Boston Bruins Connor Clifton (22:16) Charlie McAvoy (32:41) Sean Kuraly (45:21) Brad Marchand (58:11) | 4:2 (0:1, 2:1, 2:0) Spielbericht Stand: 1:0 | St. Louis Blues Brayden Schenn (7:23) Wladimir Tarassenko (21:00) | TD Garden, Boston, Massachusetts Zuschauer: 17.565 |

| 29. Mai 2019 20.00 Uhr | Boston Bruins Charlie Coyle (4:44) Joakim Nordström (10:17) | 2:3 n. V. (2:2, 0:0, 0:0, 0:1) Spielbericht Stand: 1:1 | St. Louis Blues Robert Bortuzzo (9:37) Wladimir Tarassenko (14:55) Carl Gunnarsson (63:51) | TD Garden, Boston, Massachusetts Zuschauer: 17.565 |

| 1. Juni 2019 20.00 Uhr | St. Louis Blues Iwan Barbaschow (31:05) Colton Parayko (45:24) | 2:7 (0:3, 1:2, 1:2) Spielbericht Stand: 1:2 | Boston Bruins Patrice Bergeron (10:47) Charlie Coyle (17:40) Sean Kuraly (19:50) David Pastrňák (20:41) Torey Krug (32:12) Noel Acciari (58:12) Marcus Johansson (58:35) | Enterprise Center, St. Louis, Missouri Zuschauer: 18.789 |

| 3. Juni 2019 20.00 Uhr | St. Louis Blues Ryan O’Reilly (0:43) Wladimir Tarassenko (15:30) Ryan O’Reilly (50:38) Brayden Schenn (58:31) | 4:2 (2:1, 0:1, 2:0) Spielbericht Stand: 2:2 | Boston Bruins Charlie Coyle (13:14) Brandon Carlo (34:19) | Enterprise Center, St. Louis, Missouri Zuschauer: 18.805 |

| 6. Juni 2019 20.00 Uhr | Boston Bruins Jake DeBrusk (53:32) | 1:2 (0:0, 0:1, 1:1) Spielbericht Stand: 2:3 | St. Louis Blues Ryan O’Reilly (20:55) David Perron (50:36) | TD Garden, Boston, Massachusetts Zuschauer: 17.565 |

| 9. Juni 2019 20.00 Uhr | St. Louis Blues Ryan O’Reilly (52:01) | 1:5 (0:1, 0:0, 1:4) Spielbericht Stand: 3:3 | Boston Bruins Brad Marchand (8:40) Brandon Carlo (42:31) Karson Kuhlman (50:15) David Pastrňák (54:06) Zdeno Chára (57:41) | Enterprise Center, St. Louis, Missouri Zuschauer: 18.890 |

| 12. Juni 2019 20.00 Uhr | Boston Bruins Matt Grzelcyk (57:50) | 1:4 (0:2, 0:0, 1:2) Spielbericht Stand: 3:4 | St. Louis Blues Ryan O’Reilly (16:47) Alex Pietrangelo (19:52) Brayden Schenn (51:25) Zach Sanford (55:22) | TD Garden, Boston, Massachusetts Zuschauer: 17.565 |

### Stanley-Cup-Sieger
Die unten genannten 24 Spieler waren durch einen Einsatz im Stanley-Cup-Finale oder dadurch, dass sie mehr als die Hälfte der Spiele der regulären Saison absolviert haben, automatisch für die Gravur auf der Trophäe qualifiziert. Alle genannten Akteure gewannen ihren ersten Stanley Cup. Ferner wurde Jay Bouwmeester durch diesen Erfolg in den Triple Gold Club aufgenommen.
| Stanley-Cup-Sieger St. Louis Blues | Torhüter: Jake Allen, Jordan Binnington Verteidiger: Robert Bortuzzo, Jay Bouwmeester, Michael Del Zotto, Vince Dunn, Joel Edmundson, Carl Gunnarsson, Colton Parayko, Alex Pietrangelo (C) Angreifer: Iwan Barbaschow, Samuel Blais, Tyler Bozak, Robby Fabbri, Patrick Maroon, Ryan O’Reilly, David Perron, Zach Sanford, Brayden Schenn, Jaden Schwartz, Alexander Steen, Oskar Sundqvist, Wladimir Tarassenko, Robert Thomas Cheftrainer: Craig Berube General Manager: Doug Armstrong |

## Beste Scorer
Abkürzungen: Sp = Spiele, T = Tore, V = Vorlagen, Pkt = Punkte, +/− = Plus/Minus, SM = Strafminuten; Fett: Bestwert
| Spieler             | Team            | Sp | T  | V  | Pkt | +/− | SM |
| ------------------- | --------------- | -- | -- | -- | --- | --- | -- |
| Brad Marchand       | Boston Bruins   | 24 | 9  | 14 | 23  | +4  | 14 |
| Ryan O’Reilly       | St. Louis Blues | 26 | 8  | 15 | 23  | +2  | 4  |
| Logan Couture       | San Jose Sharks | 20 | 14 | 6  | 20  | +3  | 6  |
| Jaden Schwartz      | St. Louis Blues | 26 | 12 | 8  | 20  | +9  | 2  |
| David Pastrňák      | Boston Bruins   | 24 | 9  | 10 | 19  | ±0  | 4  |
| Alex Pietrangelo    | St. Louis Blues | 26 | 3  | 16 | 19  | +5  | 12 |
| Torey Krug          | Boston Bruins   | 24 | 2  | 16 | 18  | +4  | 10 |
| Wladimir Tarassenko | St. Louis Blues | 26 | 11 | 6  | 17  | −5  | 4  |
| Patrice Bergeron    | Boston Bruins   | 24 | 9  | 8  | 17  | +4  | 12 |
| Charlie Coyle       | Boston Bruins   | 24 | 9  | 7  | 16  | +8  | 12 |

Die beste Plus/Minus-Statistik erreichte Zdeno Chára von den Boston Bruins mit einem Wert von +11.

## Beste Torhüter
Die kombinierte Tabelle zeigt die jeweils drei besten Torhüter in den Kategorien Gegentorschnitt und Fangquote sowie die jeweils Führenden in den Kategorien Shutouts und Siege.
Abkürzungen: Sp = Spiele, Min = Eiszeit (in Minuten), S = Siege, N = Niederlagen, OTN = Overtime-Niederlagen, GT = Gegentore, SO = Shutouts, Sv% = gehaltene Schüsse (in %), GTS = Gegentorschnitt; Fett: Saisonbestwert; Erfasst werden nur Torhüter mit mehr als 240 absolvierten Spielminuten. Sortiert nach bestem Gegentorschnitt.
| Spieler           | Team                | Sp | Min     | S  | N  | GT | SO | Sv%  | GTS  |
| ----------------- | ------------------- | -- | ------- | -- | -- | -- | -- | ---- | ---- |
| Robin Lehner      | New York Islanders  | 8  | 449:00  | 4  | 4  | 15 | 0  | 93,6 | 2,00 |
| Curtis McElhinney | Carolina Hurricanes | 5  | 268:25  | 3  | 2  | 9  | 0  | 93,0 | 2,01 |
| Tuukka Rask       | Boston Bruins       | 24 | 1458:50 | 15 | 9  | 49 | 2  | 93,4 | 2,02 |
| Ben Bishop        | Dallas Stars        | 13 | 810:59  | 7  | 6  | 30 | 0  | 93,3 | 2,22 |
| Jordan Binnington | St. Louis Blues     | 26 | 1559:30 | 16 | 10 | 64 | 1  | 91,4 | 2,46 |
| Petr Mrázek       | Carolina Hurricanes | 11 | 659:43  | 5  | 5  | 30 | 2  | 89,4 | 2,73 |